# Mario Alinei
Mario Alinei (Torino, 10 agosto 1926 – Impruneta, 9 agosto 2018) è stato un linguista italiano.

## Biografia
Si laureò alla Sapienza di Roma nel 1950. Professore emerito all'Università di Utrecht di linguistica italiana, dove insegnò dal 1959 al 1987, ha vissuto a Tavarnuzze, frazione di Impruneta. Fu fondatore dei Quaderni di Semantica, una rivista che tratta della semantica teorica e applicata. Fu anche presidente dell'"Atlas Linguarum Europae" (presso l'UNESCO) di cui era cofondatore con Anton Weijnen dell'Università di Nijmegen.
Tra i suoi principali contributi in ambito linguistico e lessicale, la teoria della continuità linguistica (con le due ipotesi cronologiche: breve e lunga); teoria ampiamente sviluppata nella sua pubblicazione intitolata Origini delle lingue d'Europa, edita in due volumi da Il Mulino, Bologna, (il I nel 1996 e il II nel 2000). Il I volume tratta principalmente del Paleolitico, approfondendo gli aspetti paleontologici, mentre il II volume tratta prevalentemente del Mesolitico e delle tre età dei metalli (rame, bronzo, ferro) approfondendo gli aspetti archeologici. Alinei, in questa teoria, sostiene tra l'altro che l'apparire in Europa degli Indoeuropei coincide in parte con il primo stabilimento regionale dell'Homo sapiens e che vi è quindi continuità etnolinguistica dal Paleolitico superiore (denominato anche "Leptolitico") fino ai nostri giorni. Inoltre, secondo Alinei, questa continuità linguistica sarebbe rilevabile anche (e specialmente) negli attuali dialetti europei, che hanno caratteristiche arcaiche più numerose e più evidenti delle lingue letterarie. Questa sua (e di pochi altri studiosi e accademici) visione della storia delle lingue e dei "dialetti" d'Europa contrasta con quella "corrente" ed è rifiutata dalla maggior parte dei linguisti storici “tradizionali”.
Nel libro Etrusco: una forma arcaica di ungherese Alinei propone, in coerenza con la Teoria della continuità, di identificare l'etrusco come una fase arcaica dell'attuale lingua ungherese e propone una lettura in questo senso di diversi testi etruschi. Le conclusioni del libro di Alinei non vengono accolte dalla comunità scientifica: il libro viene definito dalla magiarista Angela Marcantonio un caso di 'fanta-linguistica", e l'ipotesi di Alinei "da rigettare senza indugio e senza riserve". Alinei è stato severamente criticato anche dal linguista Danilo Gheno, professore di Filologia ugro-finnica e supplente di Lingua e letteratura ungherese, e da numerosi linguisti ungheresi.
Nel successivo libro Gli Etruschi erano Turchi Alinei, sulla base di presunte e non dimostrate affinità genetiche, culturali e linguistiche, modifica questa tesi e identifica nei Turchi gli antenati degli Etruschi; tesi che sarebbe confermata, secondo Alinei, anche dall'etnonimo latino Tuscus < *Tur-s-cu-s, umbro Turskum. Inoltre spiega che le affinità etrusco-ungheresi sono anch'esse reali, ma sono dovute alla massiccia presenza di turchismi nell'ungherese, dovuta all'invasione preistorica dell'Europa sud-orientale da parte dei Turco-Altaici, i primi addomesticatori del cavallo. La tesi di Alinei, ancora una volta, viene rigettata completamente dalla comunità scientifica sia su un piano genetico, culturale che linguistico. Le affinità genetiche sarebbero state smentite da numerosi studi genetici, quelle culturali dall'archeologia, e gli antenati linguistici dei Turco-Altaici arrivarono in Ungheria e in Anatolia solo intorno all'XI secolo d.C., ovvero 2000 anni dopo la nascita in Italia della civiltà etrusca, e la lingua turca, appartenente al ceppo Oghuz, ha avuto origine in una regione dell'Asia orientale che va dalla Mongolia alla Cina nordoccidentale, e non è considerata imparentata con quella etrusca.

## Opere pubblicate
- Dizionario inverso italiano, con indici e liste di frequenza delle terminazioni, L'Aia, Mouton & Co., 1965.
- Spogli elettronici dell'italiano delle origini e del Duecento, FORME, 18 voll.; GRAFIA, 2 voll., Il Mulino 1971-1973.
- La struttura del lessico, Il Mulino 1974.
- Spogli elettronici dell'italiano letterario contemporaneo, 3 voll., Il Mulino 1978.
- Dal totemismo al cristianesimo popolare. Sviluppi semantici nei dialetti italiani ed europei: Filologia, linguistica, semiologia, Edizioni dell'Orso 1984.
- Lingua e dialetti: Struttura, storia e geografia, (Collana Studi linguistici e semiologici), Il Mulino 1985.
- Origini delle lingue d'Europa, voll. I-II, Il Mulino 1996-2000.
- Etrusco: una forma arcaica di ungherese, (Collezione di Testi e di Studi), Il Mulino 2003.
- Il sorriso della Gioconda, Il Mulino 2006.
- L'origine delle parole, Aracne 2009.
- Gli Etruschi erano Turchi. Dalla scoperta delle affinità genetiche alle conferme linguistiche e culturali, Alessandria, Edizioni dell'Orso, 2013.
- Dante rivoluzionario borghese. Per una lettura storica della Commedia, Varazze, PM edizioni, 2015.
- Dizionario etimologico-semantico della lingua italiana (DESLI). Come nascono le parole, Bologna, Pendragon, 2015 (coautore con Francesco Benozzo).
- Dizionario etimolgico-semantico dei cognomi italiani (DESCI), Varazze, PM edizioni, 2017 (coautore con Francesco Benozzo).